# Накамура Кейто
Кейто Накамура (яп. 中村敬斗, нар. 28 липня 2000, Абіко) — японський футболіст, нападник клубу «Реймс».

## Клубна кар'єра
Народився 28 липня 2000 року в місті Абіко. Вихованець футбольної школи клубу «Гамба Осака». Дорослу футбольну кар'єру розпочав 2018 року в основній команді того ж клубу, кольори якої захищав до 2021 року за винятком двох сезонів коли на правах оренди виступав за «Твенте» та «Сінт-Трейден». 
11 серпня 2021 року японець підписав трирічний контракт з австрійським клубом ЛАСК.
З 10 серпня 2023 року кольори французької команди «Реймс».

## Виступи за збірні
У складі юнацької збірної Японії взяв участь у юнацькому (U-16) кубку Азії в Індії у 2016 році, ставши півфіналістом турніру, а з командою до 17 років зіграв на юнацькому чемпіонаті світу 2017 року в Індії, де команда дійшла до 1/8 фіналу.
У складі молодіжної збірної Японії до 20 років Накамура поїхав на молодіжний чемпіонат світу 2019 року у Польщі.